# キリスト教SF
キリスト教SF（キリストきょうエスエフ）は、キリスト教文学とサイエンス・フィクション (SF) の両方のサブジャンルであり、キリスト教的な主題を扱ったり、キリスト教徒の観点で書かれたSFである。アナロジーを使って巧妙にテーマを描く場合もあれば、より明確に描く場合もある。主な作家として、初期にはC・S・ルイス、最近ではスティーブン・ロウヘッドやティム・ラヘイが挙げられる。このサブジャンルの作家は科学的な面と自らの信仰を調和させるときに困難に直面することがあり、そのために作品がSFコミュニティに広く受け入れられないこともある。
なお、単に登場人物の大半あるいは全員がキリスト教徒だからといって「キリスト教SF」とは呼ばない。

## 影響
キリスト教SFというジャンルの初期の作品としてはビクター・ルソーの The Messiah of the Cylinder (1917) があるが、ジョン・モートによれば最も重要なキリスト教SF作家はC・S・ルイスであり、「平凡な人々のためにキリスト教SFと神学作品を書いた多作な作家」との評価もある。編集者のジョン・ピアースは著書 When World Views Collide: A Study in Imagination and Evolution の中で、ルイスの『マラカンドラ 沈黙の惑星を離れて』などの作品に見られる考え方は、H・G・ウェルズの世界観（ルイスが "Wellsianity" すなわち「ウェルズ主義」と称した人間中心の進化的神話）が間違っていて冒涜的だと非難し、そのような考えを表明した面もあるとしている。ルイスの影響については論者によって様々にいわれているが、モートはたとえばマデレイン・レングルの『五次元世界のぼうけん』はキリスト教SF作品であり「ルイスの『ナルニア国物語』を思い起こさずにはいられない」としている（もちろん『ナルニア国物語』はSFというよりもファンタジーだが、モートが注目しているのは作風と物語の展開だけである）。その他にキリスト教SFの発展に寄与したとしている作家として、モートはJ・R・R・トールキン、ジョージ・マクドナルド、チャールズ・ウィリアムズを挙げている（この3人もやはりファンタジー作家だが、モートは彼らのキリスト教SFへの影響は明らかだとしている）。

## 主な作家
- C・S・ルイス - 《別世界物語》三部作はこのジャンルに最も大きな影響を与えたとされている[3]。
- ティム・ラヘイ - 《レフトビハインド》シリーズはキリスト教SF作品とされているが[10]、「黙示録ファンタジー」と呼ばれることもある[11]。
- スティーブン・ロウヘッド - ただし、SFよりファンタジーで有名[3]
- マデレイン・レングル - 『五次元世界のぼうけん』とその続編 (1962 - 1989)[12]
- ウォーカー・パーシー（英語版） - 『廃墟の愛』[13]
- ジーン・ウルフ - 《新しい太陽の書》シリーズ。彼はカトリック教徒と結婚後にカトリックに改宗し、その後カトリックの強い影響を受けて作品を書いた。
- クリス・ウォーリー（英語版） - "Lamb Among the Stars" 三部作

## 批判
モートによれば、創造論を支持するキリスト教SF作家（特にハードSF作家）が直面する困難は、科学と創造論をどう調和させるかだという。さらに「神の秩序としての未来」を信じている場合、未来をどう描くかという点でも制限が生じる。例えばピアースは、R・A・ラファティの一部の作品には「生物の進化という考え方さえ受け入れがたい」という問題があるとした。またトム・ドイルは、キリスト教黙示録小説は「聖書の予言の特定の解釈」に従って書かれるため、展開が予測しやすいと指摘した。当然ながら、創造論を擁護することが科学的に正しい立場だとする主張もある。
このような困難がジャンルの境界についての懸念を生じさせる。キリスト教SFは一定の市場を獲得しているが、ドイルはキリスト教SFとされている作品が本当にそのジャンルに属するものなのか疑問を呈している。キリスト教的な終末ものについて調べたドイルは、それらがキリスト教SFに分類されることが多いが、そのような分類は不適切だと結論付けた。科学的なテーマを装ってはいるが、キリスト教的な終末ものは（ドイルによれば）科学的問題に対して、理性的な科学的方法や人道主義ではなく、「聖書の権威や予言的解釈、原理主義的考え方」で対応する傾向があり、キリスト教SFではないと主張した。ただしドイルはブライアン・カルドウェルの We All Fall Down について（キリスト教の終末ものであるにもかかわらず）例外的にSFに分類したいとしている。